# Unterseeboot UB-90
Pour les autres navires du même nom, voir Unterseeboot 90.
L'Unterseeboot UB-90 est un sous-marin (U-Boot) allemand de type UB III utilisé par la Kaiserliche Marine pendant la Première Guerre mondiale. Il est mis en service dans la marine impériale allemande le 21 mars 1918.
Le 16 octobre 1918, l'UB-90 est touché par une torpille du HMS L12 à la position 57° 55′ N, 10° 27′ E et a coulé. Les 38 membres d’équipage sont morts dans l’événement.

## Conception
Comme tous les sous-marins de type UB III, l'UB-90 avait un déplacement de 510 tonnes en surface et de 640 tonnes en immersion. Ses moteurs lui permettaient de naviguer à 13 nœuds (24 km/h) en surface et à 7,4 nœuds (13,7 km/h) en immersion. Il avait une autonomie de 7120 milles marins (13190 km) à sa vitesse de croisière. L'UB-90 transportait 10 torpilles et était armé d’un canon de pont de 10,5 cm. L'UB-90 avait un équipage pouvant compter jusqu’à 3 officiers et 31 hommes.

## Historique des services
L'UB-90 a été construit par AG Vulcan à Hambourg. Après un peu moins d’un an de construction, il a été lancé à Hambourg le 12 février 1918. Il a été mis en service au début de l’année suivante sous le commandement de l'Oberleutnant zur See Gottfried von Mayer.

## Affectations
- IIe flottille : du 29 juin au 16 octobre 1918[4]

## Commandants
- Oberleutnant zur See Gottfried von Mayer[5] : du 21 mars au 16 octobre 1918

## Navires coulés
| Date            | Nom    | Nationalité    | Tonnage | Destin.             |
| --------------- | ------ | -------------- | ------- | ------------------- |
| 29 juillet 1918 | Douro  | Danemark       | 850     | Capturé comme prise |
| 3 octobre 1918  | Eupion | United Kingdom | 3575    | Coulé               |